# Gonatherus planiceps
Gonatherus planiceps är en tvåvingeart som först beskrevs av Fallen 1826.  Gonatherus planiceps ingår i släktet Gonatherus och familjen kolvflugor. Arten är reproducerande i Sverige. Inga underarter finns listade i Catalogue of Life.